# Anatole Collinet Makosso

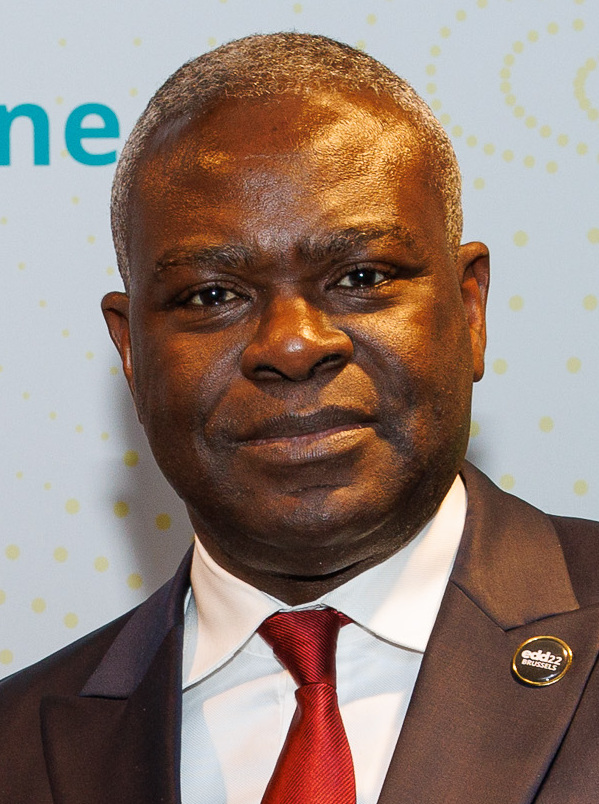
Anatole Collinet (2022)

Anatole Collinet Makosso (* 1965 in Pointe-Noire) ist ein kongolesischer Politiker. Seit 2021 ist er Premierminister der Republik Kongo. Er ist Mitglied der regierenden Parti Congolais du Travail (Kongolesische Arbeitspartei).

## Laufbahn
Makosso stammt aus Pointe-Noire und arbeitete dort als Lehrer. Anfang der 1990er Jahre wurde er zum politischen Berater des Präfekten von Kouilou und anschließend zum Direktor des Kabinetts des Präfekten von Kouilou ernannt. Von 1998 bis 2011 war er Berater von Präsident Denis Sassou-Nguesso und gleichzeitig Direktor des Kabinetts der First Lady, Antoinette Sassou-Nguesso. Im Jahr 2010 schloss er ein Studium der Rechtswissenschaften an der Universität Panthéon-Assas ab.
Am 17. August 2011 wurde Makasso von Präsident Sassou-Nguesso zum Minister für Jugend und staatsbürgerliche Erziehung ernannt. Am 10. August 2015 wurde Collinet Makosso zum Minister für Grund- und Sekundarschulbildung, Jugend und staatsbürgerliche Erziehung ernannt, wodurch sein Zuständigkeitsbereich erweitert wurde. Nach dem Sieg von Sassou-Nguesso bei den Präsidentschaftswahlen im März 2016 ernannte er am 30. April 2016 Destinée Armelia Doukaga zur Nachfolgerin als Ministerin für Jugend und staatsbürgerliche Erziehung, während Collinet Makosso als Minister für Grund- und Sekundarschulbildung und Alphabetisierung beibehalten wurde.
Am 14. Mai 2021 wurde Makasso zum Premierminister ernannt.